# كريستوفر هاريسون (سياسي)
كريستوفر هاريسون (بالإنجليزية: Christopher Harrison)‏ هو قاضي وسياسي أمريكي، ولد في 29 أغسطس 1775 في مقاطعة دورشيستر في الولايات المتحدة، وتوفي في 4 أبريل 1862 في مقاطعة تالبوت في الولايات المتحدة. حزبياً، نشط في الحزب الجمهوري الديمقراطي.